# NGC 3471
NGC 3471 (również PGC 33074 lub UGC 6064) – galaktyka spiralna (Sa), znajdująca się w gwiazdozbiorze Wielkiej Niedźwiedzicy. Odkrył ją William Herschel 28 listopada 1801 roku.